# Château de Traslage
 (mai 2025).
Le château de Traslage est un château situé à Vicq-sur-Breuilh en Haute-Vienne, près de Pierre-Buffière, 
ll fait l’objet d’une inscription au titre des monuments historiques depuis le 18 septembre 1992.

## Histoire
De la période médiévale, il ne reste que l'if, planté au XIIIe siècle. Le domaine appartenait à la famille de La Brosse dont l'héritière, Marguerite, épouse en 1478 Imbert Nicolas, dont les descendants seront seigneurs de Traslage.
C'est au début du XVIIe siècle que Jean Nicolas, seigneur de Traslage et de La Reynie construit l'actuel bâtiment. Jean Nicolas de La Reynie, sieur de Traslage est consul de Limoges en 1595, conseiller du roi au siège présidial de Limoges en 1603 et député aux États Généraux de 1614. Son fils Jean, conseiller au présidial de Limoges, hérite du fief et le transmet à son propre fils, Jean dit l'abbé de Traslage. À la mort de l'abbé, c'est le frère de son père Gabriel Nicolas de La Reynie, baron de Vicq, lieutenant général de police en 1674 et conseiller d'État en 1680 qui en hérite. Puis à sa mort en 1709, c'est la sœur de Jean et de Gabriel : Gilonne qui épouse Jean de Guillaume de Rochebrune.
Le château reste dans leur descendance jusqu'à ce que Louise de Brossol, veuve d'un Guillaume de Rochebrune, se remarie en 1786 avec le marquis Soffrey de Calignon, auquel elle amène Traslage. Les Calignon dotent la maison de boiseries puis au milieu du XIXe siècle, ils construisent les trois avant-corps de la façade Nord : la chapelle de style gothique, le châtelet d'entrée de style Renaissance et le pavillon de brique de style Louis XIII.
Leur descendant vend Traslage en 1947 à Maurice Ruchaud, un descendant de Gilonne Nicolas de La Reynie de Traslage, qui effectue d'importantes restaurations, puis la maison passe à sa fille la marquise de Villelume, qui continue les travaux entrepris par son père. Les jardins à structure régulière qui dominent la vallée de la Briance, sont replantés de tilleuls, en citation des deux tilleuls qui subsistent du mail planté au XVIIe siècle.